# Bahnhof Bad Wimpfen

Der Bahnhof Bad Wimpfen ist der Bahnhof der baden-württembergischen Kurstadt Bad Wimpfen am Neckar. Er liegt an Streckenkilometer 33,8 der Bahnstrecke Neckargemünd–Bad Friedrichshall. Das Empfangsgebäude steht unter Denkmalschutz.

## Lage
Der Bahnhof Bad Wimpfen liegt im Hauptort der Kurstadt, Wimpfen am Berg, am Hang oberhalb des Neckars, ca. 30 m tiefer als die Altstadt. Die Altstadt ist in fußläufiger Entfernung zu erreichen. Direkt östlich der Bahnsteige steht eine Bahnbrücke zur Überquerung der Landesstraße 530, welche in Bad Wimpfen identisch mit der Carl-Ulrich-Straße ist. Die Anschrift des Bahnhofs lautet Carl-Ulrich-Straße 1. Südlich des Bahnhofs ist ein Vorplatz angelegt, an dem sich auch die Haltestellen für die Regionalbuslinien und für den Bad Wimpfener Bürgerbus befinden. Der Neckar fließt unterhalb der nördlichen Seite des Bahnhofs entlang.
Bad Wimpfen befindet sich in der Tarifzone 41 des Heilbronner Nahverkehrs, ist aber durch Übergangsregelungen teilweise auch mit Fahrkarten des Verkehrsverbundes Rhein-Neckar erreichbar.

## Geschichte

### Eröffnung des Bahnhofs

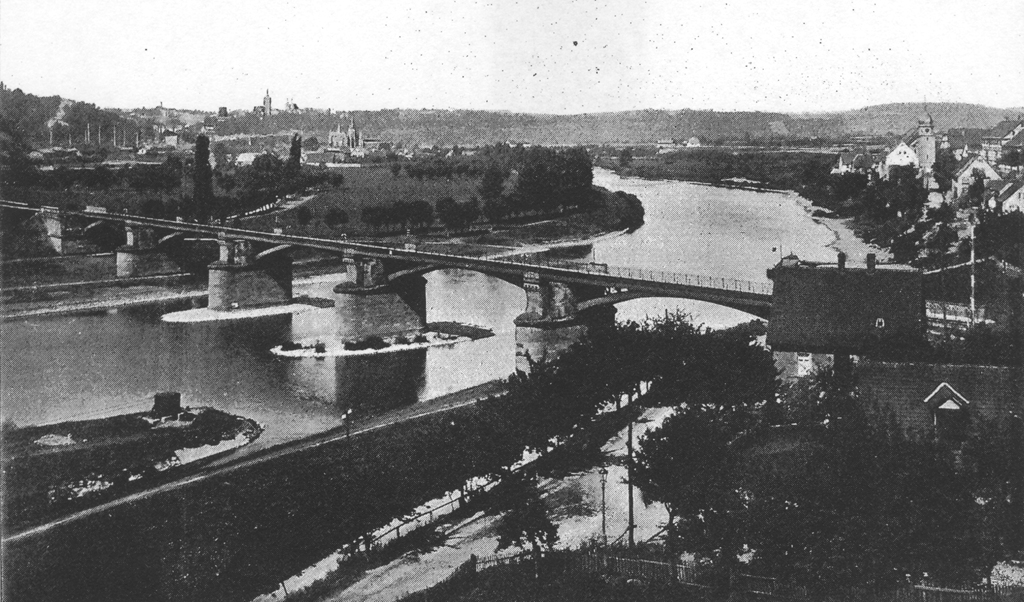
Brücke über den Neckar zwischen Bad Wimpfen und Bad Friedrichshall (1907)

In den 1860er Jahren wurde schrittweise die Bahnstrecke von Heidelberg über Neckargemünd, Meckesheim und Sinsheim nach Bad Friedrichshall gebaut. Die Eröffnung des Wimpfener Bahnhofs erfolgte gemeinsam mit dem Streckenabschnitt Bad Rappenau – Jagstfeld (heute: Bad Friedrichshall Hbf) durch die Großherzoglich Badischen Staatseisenbahnen am 5. August 1869. Zwischen den Bahnhöfen Bad Wimpfen und Jagstfeld war der Bau einer Brücke zur Überquerung des Neckars notwendig. In der Folge erfuhr der seit 1817 bestehende Kurbetrieb einen großen Auftrieb, was eine wirtschaftliche Blüte der Stadt mit sich zog.

### Weitere Entwicklung
Im Fahrplanjahr 1914 bedienten 16 Personenzüge täglich den Bahnhof, d. h. acht je Richtung. Der Sommerfahrplan 1939 verzeichnet 14 Personenzüge und einen Halt eines Eilzuges für den Bahnhof, während Schnellzüge den Bahnhof ohne Halt durchfuhren. Die Kriegshandlungen des Zweiten Weltkrieges zwangen zu einer Einschränkung des Bahnverkehrs. Zwei Jahre später hielten noch zwölf Personenzüge in Bad Wimpfen. In den Jahren 1943 und 1944 hielten gerade einmal noch acht Personenzüge an Werktagen im Bahnhof.
Im Jahr 1945 wurde die zweigleisige Brücke im Bahnhof gesprengt. Sie wurde danach nur eingleisig wiederaufgebaut und das zweite Hauptgleis entsprechend verkürzt.
Bereits 1944 wurde die Neckarbrücke zwischen Bad Wimpfen und Bad Friedrichshall-Jagstfeld durch einen Fliegerangriff beschädigt, jedoch bis zur Sprengung im Januar 1945 weiter befahren. Ab dem 5. Oktober 1947 fuhren Züge aus Richtung Bad Wimpfen bis zu einem provisorischen Haltepunkt Bad Wimpfen Neckarbrücke, wo die Fahrgäste dann mittels einer Fähre an das andere Neckarufer zum Bahnhof Bad Friedrichshall-Jagstfeld gebracht wurden. Ab 1952 war die Neckarbrücke wieder befahrbar und die Behelfslösung mitsamt dem Haltepunkt Bad Wimpfen Neckarbrücke wurde aufgelassen.
Am 5. März 1990 wurde der bis dahin dreigleisige Bahnhof der Klasse 3 durch Abbau des Güter- und des Kreuzungsgleises zu einem eingleisigen Haltepunkt umgewandelt. Bis 1992 fand im Empfangsgebäude noch ein durch die Kurverwaltung durchgeführter Fahrkartenverkauf statt.

### Ausbau des Bahnhofs und Eingliederung in die Stadtbahn Heilbronn
Von März 2008 bis Dezember 2009 wurde die Elsenztalbahn und somit auch der Bahnhof Bad Wimpfen ausgebaut und elektrifiziert. Ab dem 7. Januar 2014 begannen die Bauarbeiten für die Erweiterung der Stadtbahn Heilbronn in Richtung Norden. Im Rahmen des Ausbaus der Heilbronner Stadtbahnverbindung Nord wurde der Bahnhof Bad Wimpfen zu einem zweigleisigen Kreuzungsbahnhof ausgebaut und die Brücke über die L 530 als zweigleisige Brücke neu erstellt. Die acht neuen Signale wurden mittels eines Hubschraubers aufgestellt. Dieses Ereignis wurde auch von der örtlichen Bevölkerung mitverfolgt. Ab dem 30. April 2015 konnten nach Abschluss der Bauarbeiten Stadtbahnen den Bad Wimpfener Bahnhof erreichen.
Während dieser beiden Baumaßnahmen war die Strecke um Bad Wimpfen gesperrt, ein Schienenersatzverkehr wurde eingerichtet bzw. Züge über Eberbach und die Neckartalbahn umgeleitet.

## Empfangsgebäude

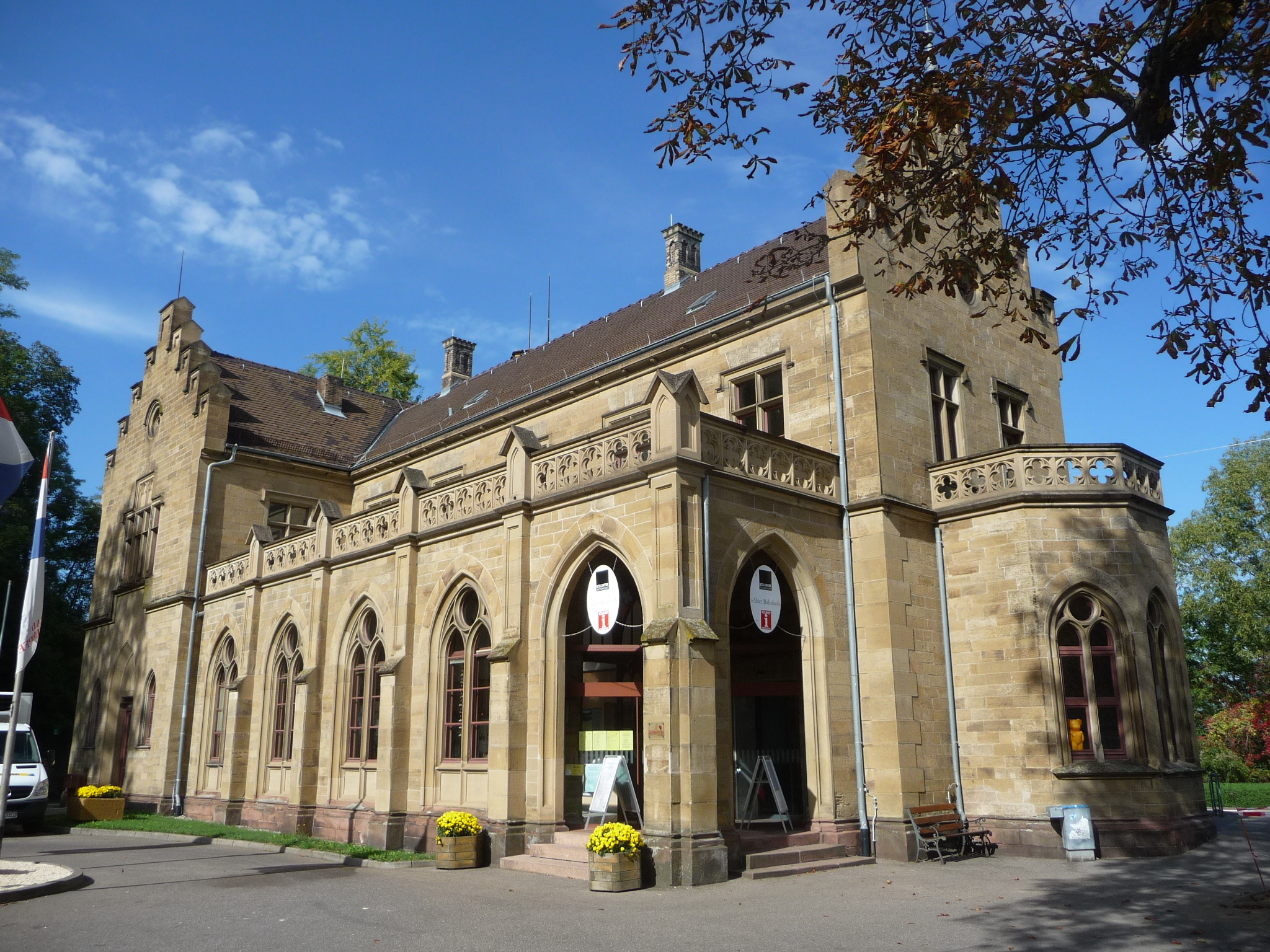
Empfangsgebäude

Das recht stattliche Empfangsgebäude des Wimpfener Bahnhofs ist ein dreigeschossiger massiver Bau aus gelblichem Sandstein im Stil der Neugotik mit zahlreichen Zierformen wie Maßwerkfenstern im Erdgeschoss und Winkelbau mit Staffelgiebel. Das Gebäude ist asymmetrisch aufgebaut und besitzt einen Erker an der Ostseite. Der an Kirchen erinnernde Baustil sollte bewusst auf die Gebäude in der Altstadt Bezug nehmen. Damit wurde einer Forderung des badischen Innenministeriums Rechnung getragen, dass sich die Bahnhöfe gut in das Stadtbild bzw. Landschaftsbild einfügen sollten. Errichtet wurde das Gebäude vom Badischen Bezirksbauamt Heidelberg. Im Erdgeschoss waren eine Empfangshalle mit angeschlossener Schalterhalle, die Bahnhofsgaststätte mit gehobener Küche und zwei Diensträume untergebracht. Im Obergeschoss waren zwei Dienstwohnungen für Bahnbedienstete, unter anderem für den Bahnhofsvorsteher, vorhanden. Auf dem Dachboden befanden sich der Speicher und einige Kammern. Die Toiletten befanden sich in einem Nebengebäude des Bahnhofs. Die Deutsche Bundesbahn baute den Bahnhof in den Jahren 1956 bis 1959 um und änderte dabei auch den historischen Grundriss. Das ursprüngliche Erscheinungsbild wurde – wie Teile der historischen Bausubstanz auch – verändert. Im Jahr 1982 wurde die Maßwerkbrüstung an der Südseite des Gebäudes aufgrund von Absturzgefahr entfernt. Nach Forderungen des Landesdenkmalamtes in Baden-Württemberg konnte diese jedoch wieder rekonstruiert werden. Bis 1992 war der personalbesetzte Fahrkartenschalter im Bahnhof geöffnet, bevor dieser aufgrund fehlender Rentabilität geschlossen wurde. Die Kurverwaltung Bad Wimpfens erwarb das Gebäude und beauftragte ein Architektenbüro aus Stuttgart damit, Pläne für eine denkmalgerechte Sanierung des Bahnhofs vorzulegen. Dabei konnten auch der ursprüngliche Grundriss und das ursprüngliche Erscheinungsbild weitgehend wiederhergestellt werden. Verborgene gestalterische Elemente konnten dadurch wieder freigelegt werden. Eine Gaststätte und eine Stadtinformation zogen in das Gebäude ein. Nach Abschluss der Umbauarbeiten wurde der Bahnhof am 28. April 1995 durch den damaligen Verkehrsminister des Landes Baden-Württemberg, Hermann Schaufler, feierlich eingeweiht. Als einziger Bahnhof Süddeutschlands im Baustil der Neugotik ist der Bahnhof von Bad Wimpfen noch vorhanden. Das Gebäude ist ein Kulturdenkmal und nach § 2 DSchG geschützt.

## Bahnsteige
Bevorzugt wird das Gleis 1 benutzt, Gleis 2 ist bei den häufig stattfindenden Kreuzungen mit Gegenzügen in Benutzung. Beide Bahnsteige sind durch einen Reisendenübergang verbunden, der höhengleich die Bahngleise kreuzt.
| Gleis | Länge | Bahnsteighöhe | Bauform        |
| ----- | ----- | ------------- | -------------- |
| 1     | 160 m | 55 cm         | Hausbahnsteig  |
| 2     | 140 m | 55 cm         | Außenbahnsteig |

Durch die Bahnsteighöhe von 55 cm wird ein barrierefreier Einstieg in die Bahnen ermöglicht. Der Bahnhof ist auch insgesamt barrierefrei erreichbar. Auf den Bahnsteigen sind Dynamische Schriftanzeiger vorhanden.

## Verkehr

### Personenverkehr

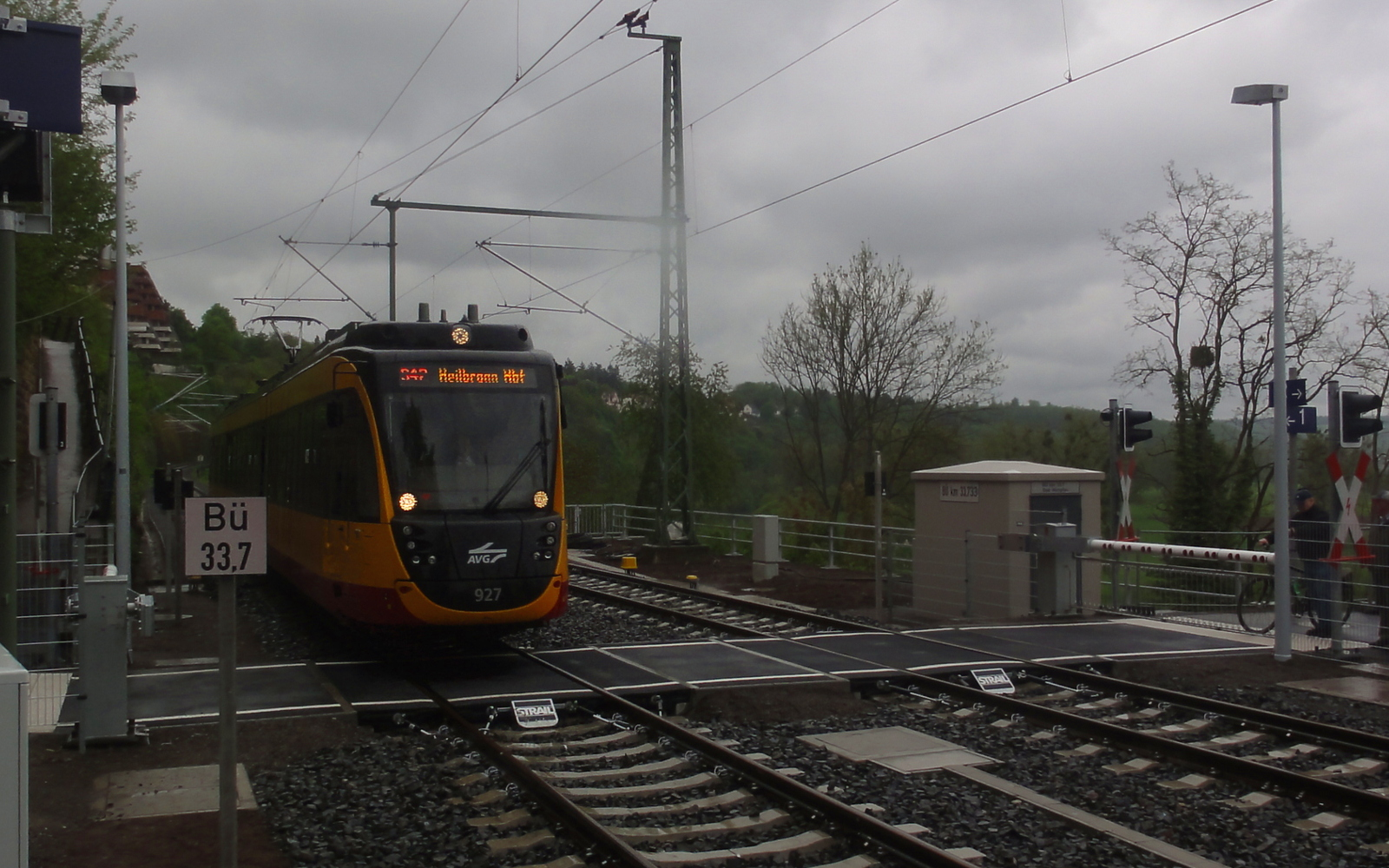
Stadtbahn bei der Einfahrt in Bad Wimpfen

Bad Wimpfen liegt an der Elsenztalbahn von Heilbronn über Sinsheim nach Heidelberg. Seit dem Ausbau 2015 verkehren hier die Linie RE 2 von DB Regio (seit Dezember 2019 RE 10b von Abellio BW) zwischen Mannheim, Heidelberg, Sinsheim und Heilbronn sowie die Linie S 42 der Stadtbahn Heilbronn zwischen Sinsheim, Bad Rappenau, Bad Wimpfen, Bad Friedrichshall, Neckarsulm und Heilbronn. Die DB Regio setzte Elektrotriebwagen der Baureihe 425 oder selten auch Wendezüge aus Elektrolokomotiven der Baureihe 111 vor n-Wagen ein. Die Stadtbahnen werden durch die Albtal-Verkehrs-Gesellschaft aus Karlsruhe mit dem Typ ET 2010 betrieben.
Im Fahrplanjahr 2016/2017 bedienen 84 Züge (bei meistens fünf Zügen pro Stunde) an Werktagen den Bahnhof.
Vor der Elektrifizierung wurden Dieseltriebwagen der Baureihe 628 und Wendezüge mit Diesellokomotiven der Baureihe 218 eingesetzt.
Außerdem ist Bad Wimpfen wegen seiner berühmten Altstadt und dem Altdeutschen Weihnachtsmarkt oft auch Ziel von Sonderfahrten, welche teilweise auch mit Dampflokomotiven durchgeführt werden.
Bis Anfang Januar 2014 verkehrten über Bad Wimpfen Regionalbahnen der Linie RB 74 anstelle der Stadtbahnlinie S 42. Diese bedienten im Stundentakt alle Halte zwischen Sinsheim, Bad Rappenau, Bad Wimpfen und Bad Friedrichshall und fuhren teilweise weiter nach Heilbronn. Es kamen Elektrotriebwagen der Baureihe 425 zum Einsatz.

### Busanschluss am Bahnhof
Von der Haltestelle Bad Wimpfen, Bahnhof verkehren verschiedene Regionalbuslinien, welche die kleineren umliegenden Ortschaften mit dem Bahnhof verbinden. Die Linien 683 und 684 werden durch das Busunternehmen Hofmann aus Bad Rappenau, die Linie 694 durch DB Regiobus Stuttgart betrieben.
| Linie | Strecke | Takt                          |
| ----- | --- | ----------------------------- |
| 683   | Bad Wimpfen – Heilbronn-Biberach – Bonfeld (– Fürfeld – Treschklingen – Kirchardt – Bockschaft – Berwangen – Gemmingen) | einzelne Fahrten an Werktagen |
| 684   | Bad Wimpfen – Heinsheim – Zimmerhof – Bad Rappenau                                                                      | alle 60 min an Werktagen      |
| 694   | Bad Wimpfen – Bad Wimpfen im Tal – Untereisesheim (– Obereisesheim – Neckarsulm)                                        | Schülerverkehr                |

Seit dem 28. Februar 2011 besteht in Bad Wimpfen zusätzlich ein Bürgerbus, welcher ab der Haltestelle Bad Wimpfen, Carl-Ulrich-Straße (Bahnhof) zahlreiche Haltestellen innerhalb Bad Wimpfens bedient. Besonders an diesem Konzept ist, dass Bürger der Stadt ehrenamtlich die Kleinbusse fahren.

## Weitere Haltepunkte in Bad Wimpfen

### Haltepunkt Bad Wimpfen Im Tal
Ebenfalls im Zuge der Integration der Elsenztalbahn in die Stadtbahn Heilbronn Nord ist auf Wimpfener Stadtgebiet der neue eingleisige Haltepunkt „Bad Wimpfen Im Tal“ gebaut worden, welcher den gleichnamigen Stadtteil Wimpfen im Tal an den Schienenverkehr anbindet. Dieser wird seit dem 1. Mai 2015 von der Linie S 42 der Stadtbahn Heilbronn bedient. Der Haltepunkt liegt an Streckenkilometer 35,3 und damit unmittelbar vor der Brücke über den Neckar zwischen Bad Wimpfen und Bad Friedrichshall.

### Haltepunkt Bad Wimpfen-Hohenstadt
Auch der Stadtteil Hohenstadt ist durch einen eingleisigen Haltepunkt an die Elsenztalbahn angeschlossen. Dieser wird ebenfalls überwiegend von Stadtbahnen der Linie S 42 bedient.